# Duy Phước
Duy Phước là một xã thuộc huyện Duy Xuyên, tỉnh Quảng Nam, Việt Nam.
Xã Duy Phước có diện tích 13,23 km², dân số năm 2019 là 12.706 người, mật độ dân số đạt 960 người/km².